# Konkavmalar
Konkavmalar (Schreckensteiniidae) är en familj av fjärilar. Enligt Catalogue of Life ingår konkavmalar i överfamiljen Schreckensteinioidea, ordningen fjärilar, klassen egentliga insekter, fylumet leddjur och riket djur, men enligt Dyntaxa är tillhörigheten istället ordningen fjärilar, klassen egentliga insekter, fylumet leddjur och riket djur. Enligt Catalogue of Life omfattar familjen Schreckensteiniidae 15 arter. 
Konkavmalar är enda familjen i överfamiljen Schreckensteinioidea.
Kladogram enligt Catalogue of Life och Dyntaxa:
| konkavmalar | \| \| Amblyscopa \| \| \| \| \| \| Corsocasis \| \| \| \| \| \| Ptilosticha \| \| \| \| \| \| Schreckensteinia \| \| \| \| |
|             | \| \| Amblyscopa \| \| \| \| \| \| Corsocasis \| \| \| \| \| \| Ptilosticha \| \| \| \| \| \| Schreckensteinia \| \| \| \| |
|             | Amblyscopa |
|             | |
|             | Corsocasis |
|             | |
|             | Ptilosticha |
|             | |
|             | Schreckensteinia |
|             | |

## Bildgalleri

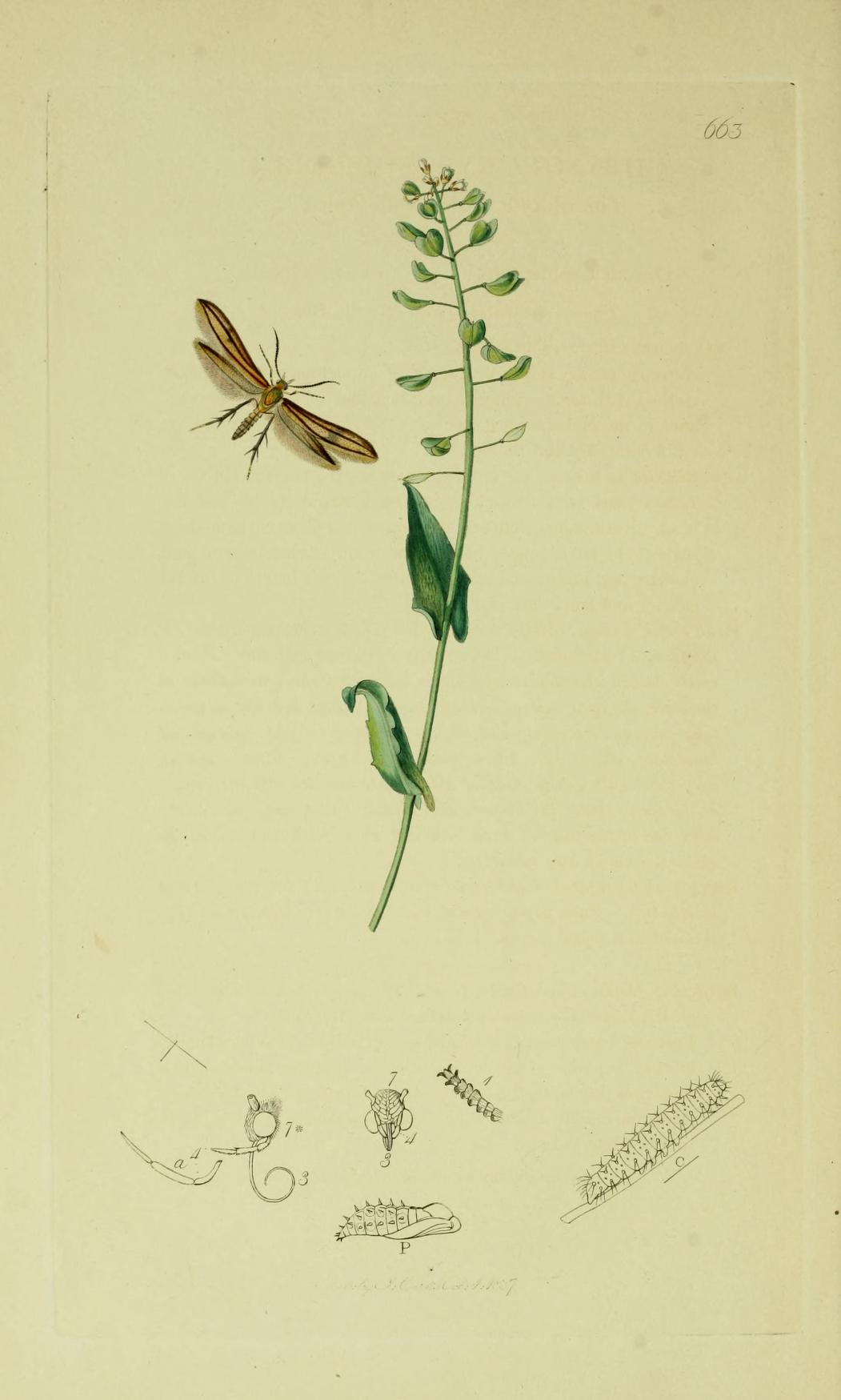